# فقرة (شعر)
الفقرة أو الفقرة الشعرية (بعدة لغات: Strophe) هو في الشعر الحر مجموعة من أبيات القصيدة تتحد في المعنى أو التركيب. ويشير إلى التقسيم الهيكلي للقصيدة التي تحتوي على مقاطع شعرية ذات أطوال مختلفة. يجب أن يتناقض الشعر الفقري مع القصائد المؤلفة سطرًا تلو الآخر، مثل الشعر الملحمي اليوناني أو الشعر المرسل. كان الاسم (Strophe) يشير في الأصل إلى الجزء الأول من القصيدة الغنائية في المأساة اليونانية القديمة تليها المقطوعة الموسيقية والحلقة، لكن المصطلح وُسِّع ليعني ما يعنيه اليوم.